# Canadian Model of Occupational Performance
Das Canadian Model of Occupational Performance kurz CMOP ist ein Instrument im Rahmen der Ergotherapie um klientenzentrierte Behandlungsleitlinien zu entwickeln. CMOP ist dabei keine konkrete Behandlungsmethode, sondern der Versuch, dem Therapeuten ein Instrumentarium (Literatur, Erhebungsbögen) an die Hand zu geben, um die Wünsche und Zielvorstellungen eines Behandlungsbedürftigen (Klienten) herauszuarbeiten.
Das CMOP wurde in den 1980er-Jahren vom kanadischen Gesundheitsministerium (Department of National Health and Welfare) gemeinsam mit dem kanadischen ergotherapeutischen Berufsverband (Canadian national organisation of Occupational Therapists, CAOT) entwickelt.

## Person – Betätigung – Umwelt
Im Zentrum des Modells steht die Person der Behandelten (Klientenzentriertheit). Diese Person interagiert über Betätigung mit der Umwelt. Betätigung ist dabei die deutsche Übersetzung von Occupation, für die in der deutschen Sprache aber auch Begriffe wie Beschäftigung, Arbeit, Handlung und Tätigkeit existieren. Der Kernbegriff der Betätigung fasst im Grunde alles zusammen, was ein Mensch in seinem Alltag tun muss und tun möchte, zu dem ein Behandlungsbedürftiger aber oft nicht mehr in der Lage ist. Das CMOP unterteilt die Betätigung in die drei Bereiche Selbstversorgung, Produktivität (Berufsleben) und Freizeit.

## Therapieprozess
Der Therapieprozess im Rahmen des CMOP vollzieht sich in sieben Schritten nach dem Occupational Performance Process Model kurz OPPM.
- 1. Schritt: In einem Interview besprechen Therapeut und Klient, was die konkreten, alltäglichen Betätigungen des Klienten sind. Wo liegen seine Schwierigkeiten, wo seine Wünsche nach Verbesserungen seiner Möglichkeiten. Die Betätigungen werden in einem Erhebungsbogen erfasst und den Bereichen Selbstversorgung, Produktivität bzw. Freizeit zugeordnet.
- 2. Schritt: Mögliche Behandlungsansätze werden ausgewählt, beispielsweise psychosoziale oder neurophysiologische.
- 3. Schritt: Therapeut und Klient versuchen zu ermitteln, an welchen Faktoren (physisch, kognitiv, affektiv) oder an welchen Umweltbedingungen es liegen könnte, dass der erkrankte Klient eine Betätigung nicht so ausführen kann, wie er es eigentlich möchte.
- 4. Schritt: Die Stärken und Ressourcen, die (verbliebenen) Möglichkeiten des Klienten werden herausgefunden.
- 5. Schritt: Gemeinsam werden Behandlungsziele festgelegt, die nach den bisherigen Vorplanungen sinnvoll erscheinen. Ein Therapieplan wird ausgehandelt. Sind die Wünsche von Klient und Therapeut nicht deckungsgleich, so soll den Wünschen des Klienten Vorrang eingeräumt werden.
- 6. Schritt: Der Therapieplan wird umgesetzt.
- 7. Schritt: Analyse und Bewertung (Evaluation) der Therapie.

## Canadian Occupational Performance Measure (COPM)
Der im Therapieprozess (OPPM) im ersten Schritt eingesetzte und international standardisierte Erhebungsbogen dient auch als Messinstrument. Er dokumentiert den ist-Zustand vor der Therapie und in einem zweiten Interview, nach angemessener Zeit, mögliche Therapieerfolge. Erfolg versteht sich dabei insbesondere aus der Sicht des Patienten/Klienten, dessen Blickwinkel nicht unbedingt dem des Therapeuten entsprechen muss.

## CMOP-E
Das CMOP-E ist die Erweiterung des CMOP. Das Canadian Model of Occupational Performance and Engagement (Kurzversion: CMOP-E) ist der erste Teil der kanadischen Modelltriplette. Innerhalb dieses Modells gibt es ein Prozessmodell (CPPF), dass der/die Ergotherapeut/-in durch die gesamte Intervention leitet sowie das CMCE. Das CMCE beschreibt Kompetenzen, die Therapeuten in den klientenzentrierten Prozess mit einbringen.
Das Canadian Model of Occupational Performance (CMOP) wurde ab 1983 vom kanadischen Berufsverband der Ergotherapie (CAOT) in Zusammenarbeit mit dem kanadischen Ministerium für Nationale Gesundheit und Soziales entwickelt. Im Jahr 2007 wurde das Modell zum CMOP-E weiterentwickelt.  Das „E“ steht für das englischsprachige Wort „Engagement“ (ebd.). Damit wird betont, dass die Sicht auf Gesundheit, Wohlbefinden und Gerechtigkeit durch das Betätigen nicht von der Ausführung abhängig ist.

### Inhalt
Das CMOP-E beschreibt den Zusammenhang zwischen Person, ihren täglichen Betätigungen und der Umwelt. Betätigung wird als menschliches Grundbedürfnis gesehen, welches dem Leben einen Sinn und eine Bedeutung gibt und zu Gesundheit und Wohlbefinden beiträgt. Eine Betätigungsausführung bei Individuum ist z. B. Essen kochen, Körperpflege usw. Um daher Betätigungen ausführen zu können, benötigt der Mensch verschiedene Komponenten, die sich je nach Situation und individuellen Möglichkeiten unterschiedlich zusammensetzen.

### Aufbau
Das Inhaltsmodell CMOP-E besteht aus drei Bereichen. Der innerste Kern entspricht die „Person“. Die Person setzt sich aus verschiedenen Komponenten (z. B. Gefühle, Denkprozesse und physische Funktionen) zusammen. Diese Komponenten werden benötigt, sodass ein Individuum eine Betätigung ausführen kann. In dem mittleren Bereich dreht sich alles um die Betätigung. Hier steht vor allem die Selbstversorgung (z. B. Körperpflege), Produktivität (z. B. Arbeiten) und Freizeit (z. B. Sport, Fahrrad fahren etc.) im Vordergrund. Der letzte und äußere Kern handelt von der Umwelt. Die Umwelt spielt eine große Rolle für die Bedeutung der Betätigung, somit kann Betätigung in der physischen (z. B. Tisch), institutionellen (z. B. Schule, Arbeitsstelle), kulturellen (z. B. Traditionen, Werte) oder sozialen (z. B. Verein) Umwelt stattfinden.